# Катичев, Евгений Алексеевич
Евгений Алексеевич Катичев (род. 3 сентября 1986, Челябинск) — российский хоккеист, защитник.

## Карьера
Воспитанник «Трактора». В сезоне 2005/06 уехал играть за ХК МВД. На протяжении четырёх сезонов параллельно также выступал за клубы: ТХК в сезоне 2005/06, в сезоне 2008/09 за «Кристалл (Электросталь)» и «ХК Дмитров». В сезоне 2009/10 вернулся в «Трактор». В 2015 году был обменян в «Нефтехимик» на Станислава Калашникова. В 2016 году подписал соглашение с хоккейным клубом «Витязь» из Подольска, в составе которого отыграл пять сезонов.

## Достижения
- Серебряный призёр чемпионата КХЛ в сезоне 2012/13
- Бронзовый призёр чемпионата КХЛ в сезоне 2011/12
- Обладатель Кубка Континента в сезоне 2011/12